# ボウデヴィン・ゼンデン
ボウデヴァイン・ゼンデン（Boudewijn Zenden, 1976年8月15日 - ）は、オランダ・マーストリヒト出身の元同国代表サッカー選手（MF）。愛称は「ボロ」。
得意なポジションは左サイドハーフだが、右サイドも難無くこなし、サイドバックでもプレーできるユーティリティープレイヤーである。

## 経歴
1994年、PSVアイントホーフェンでプロデビューを飾り、中盤からストライカーまで幅広くこなす選手として才能を発揮。1996-1997シーズンにはリーグ優勝を果たし、オランダ年間最優秀若手選手賞に選ばれた。
1998年のフランスW杯では1得点をマークするなど活躍し、同年FCバルセロナに移籍。しかし、バルセロナでは故障などで常時出場する機会には恵まれなかった。2001年にはチェルシーFCへ移籍。その後ミドルズブラFC、リヴァプールFCを経て、2007-2008シーズンからはオリンピック・マルセイユでプレーした。契約を2年延長するオファーを受けたが、イングランドに戻りたいという気持ちがあったために契約延長はせず、2008-09シーズン後にマルセイユを退団し、無所属となった。2009年10月にサンダーランドAFCで10日間のトライアルを受け、17日に正式に入団した。
2012年11月、恩師ラファエル・ベニテスのチェルシーFC監督就任に伴い、コーチに就任した。

## エピソード
- 父はオランダのテレビ局で柔道の解説を務める柔道家で、自身も子供のころから柔道を習い、14歳の時に黒帯を取得して17歳まで競技を続けた[4]。また水泳選手のピーター・ファン・デン・ホーヘンバントと幼なじみで、同じサッカークラブでプレーしていた。
- 08-09シーズンのパリ･サンジェルマン戦でゴールを決めた際、ゴール裏のスペースにあったOrangeのオブジェの上に乗ってサポーターにアピールするが、オブジェの上が抜けて地上に落下してしまった（本人にケガはなし）。
- 妹はヨニー・ハイティンハの妻である[5]。

## 所属クラブ
- 1994-1998  PSVアイントホーフェン
- 1998-2001  FCバルセロナ
- 2001-2003  チェルシーFC
- 2003-2005  ミドルズブラFC
- 2005-2007  リヴァプールFC
- 2007-2009  オリンピック・マルセイユ
- 2009-2011  サンダーランドAFC

## 代表歴

### 出場大会
- オランダ代表
  - 1998 FIFAワールドカップ (ベスト4)

### 試合数
- 国際Aマッチ 54試合 7得点（1997年-2004年）[6]

| オランダ代表 | 国際Aマッチ | 国際Aマッチ |
| 年           | 出場        | 得点        |
| ------------ | ----------- | ----------- |
| 1997         | 2           | 0           |
| 1998         | 8           | 1           |
| 1999         | 7           | 1           |
| 2000         | 9           | 3           |
| 2001         | 9           | 1           |
| 2002         | 5           | 0           |
| 2003         | 7           | 0           |
| 2004         | 7           | 1           |
| 通算         | 54          | 7           |

## タイトル

### クラブ
PSV
- KNVBカップ: 1995–96
- ヨハン・クライフ・スハール: 1996, 1997
- エールディヴィジ: 1996–97

バルセロナ
- リーガ・エスパニョーラ:1998-1999

ミドルズブラ
- フットボールリーグカップ: 2004

リヴァプール
- UEFAスーパーカップ: 2005
- コミュニティシールド: 2006

### 選手
- オランダ年間最優秀若手選手賞: 1997